# 江夏由樹
江夏 由樹（えなつ よしき、1951年 - ）は、日本の歴史学者。専門は近代中国東北部社会経済史・地域史。帝京大学経済学部学部長・教授、一橋大学名誉教授。一橋大学経済学部学部長、中国経済学会理事、社会経済史学会理事等を歴任。

## 人物・経歴
1975年東北大学文学部史学科東洋史専攻卒業。1977年一橋大学大学院経済学研究科修士課程修了。1979年ウィスコンシン大学大学院歴史学部修士課程修了、MA。1983年一橋大学大学院経済学研究科博士課程単位取得退学。1987年一橋大学大学院経済学研究科特別研修生退学。1991年ミシガン大学大学院歴史学部博士課程修了、歴史学博士（Ph. D.（History））。一橋での指導教官は中川学。
日本学術振興会奨励研究員を経て、1987年一橋大学経済学部専任講師。1989年同助教授。1992年同教授。1998年一橋大学大学院経済学研究科教授。2002年から中国経済学会理事。同年一橋大学評議員。2007年一橋大学大学院経済学研究科長・経済学部長。2009年から社会経済史学会理事。2010年から2014年まで一橋大学附属図書館長兼一橋大学社会科学古典資料センター長。2014年定年退職、一橋大学名誉教授、一橋大学大学院経済学研究科特任教授。2016年帝京大学経済学部国際経済学科教授。2018年帝京大学経済学部長・大学院国際経済学科長。
この間、1991年から東京外国語大学アジア・アフリカ言語文化研究所研究員、1997年から2007年まで成城大学経済学部非常勤講師、1998年から2007年まで早稲田大学第一文学部非常勤講師、2000年から2005年まで東北大学東北アジア研究センター客員教授、2003年ミシガン大学中国研究センター客員研究員、2006年から2007年まで慶応義塾大学大学院文学研究科非常勤講師、2006年から2007年まで大学評価・学位授与機構客員教授、2009年オーストラリア国立大学客員研究員、2010年プリンストン高等研究所客員研究員も務めた。専門は近代中国東北部社会経済史・地域史研究。

## 著書
- 『近代中国東北における社会経済構造の変容』一橋大学 1997年
- 『中国東北地方における農業生産』一橋大学経済研究所 2000年
- 『東アジアにおける近代的土地所有制の確立とその社会経済史的意味』一橋大学 2003年
- "Banner Legacy, The Rise of the Fengtian Local Elite at the End of the Qing"ミシガン大学中国研究センター 2004年
- 『近代中国東北地域史研究の新視角』（中見立夫,西村成雄,山本有造と共編）山川出版社 2005年